# Lamprodema maurum
Lamprodema maurum är en insektsart som först beskrevs av Fabricius 1803.  Lamprodema maurum ingår i släktet Lamprodema och familjen Rhyparochromidae. Inga underarter finns listade i Catalogue of Life.